# Années 540 av. J.-C.
Les années 540 av. J.-C. couvrent les années de 549 av. J.-C. à 540 av. J.-C.

## Évènements
- Vers 550 av. J.-C. : 
  - commerce caravanier des Nabatéens en Jordanie. Apparition d’un royaume autour de Pétra[1].
  - blocus maritime de Tartessos, en Espagne, par les Carthaginois, qui ferment le détroit de Gibraltar à la fin du règne d’Arganthonios[2].

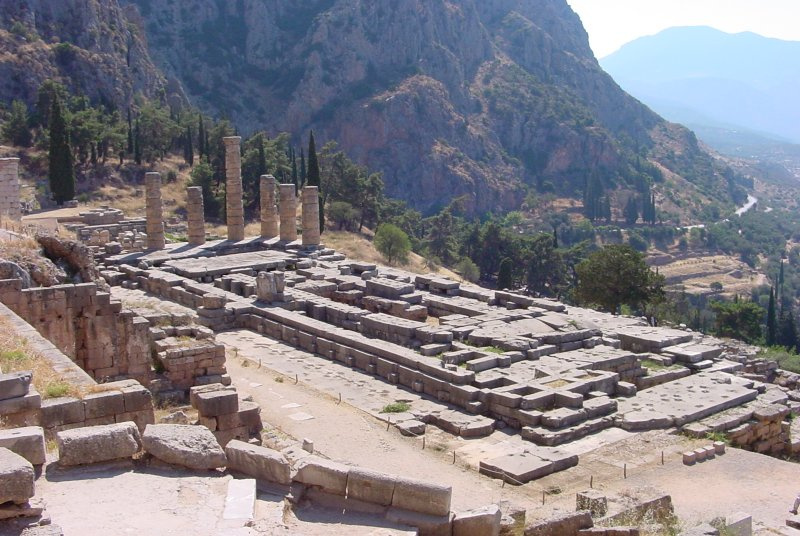
Le temple d'Apollon à Delphes

- Après 550 av. J.-C. : victoire des rois de Sparte Anaxandridas II et Ariston sur Tégée. Ils rapportent à Sparte les ossements d’Oreste[3]. Le territoire de Sparte s’étend alors sur 7 500 km2, et correspond plus à un ethnos qu’à une cité normale. Il regroupe deux blocs distincts ethniquement et géographiquement, la Laconie et la Messénie. Sa population est divisée en citoyens de plein droit, périèques et hilotes. Les Spartiates ne forment qu’une minorité (maximum 10 000 hoplites mobilisables)[4].
- Vers 550-549 av. J.-C. : le roi des Mèdes Astyage, trahi par son propre général, est détrôné et emprisonné par son petit-fils Cyrus II. Cyrus II s’installe à Ecbatane et substitue à l’empire mède l’empire perse, mieux organisé et plus puissant. Il se tourne d’abord contre la Lydie par Harran et la Cilicie qu’il enlève aux Babyloniens[5].

- 548/7 av. J.-C. : incendie du temple d’Apollon à Delphes. Les amphictyons obtiennent l’aide financière de tout le monde grec comme celle du pharaon Amasis pour sa reconstruction. Les Alcméonides, famille d’aristocrates athéniens exilés par Pisistrate, prennent en charge l’adjudication du nouveau temple[6] (terminé vers 513/505 av. J.-C.).
- 547 av. J.-C. : bataille de la Ptérie (bataille de l'Halys, bataille de Pteryum) entre Crésus, roi de Lydie et Cyrus II. Cyrus II conquiert la Lydie, prend Sardes et les cités grecques d’Ionie[5]. Crésus, condamné au bûcher évoque le nom du sage Solon qui lui aurait dit : « Ne dis personne heureux avant sa fin ». Cyrus apprécie l’avertissement, épargne Crésus et en fait son ami[7]. Selon Hérodote, il l’emmène avec lui à Ecbatane[8].

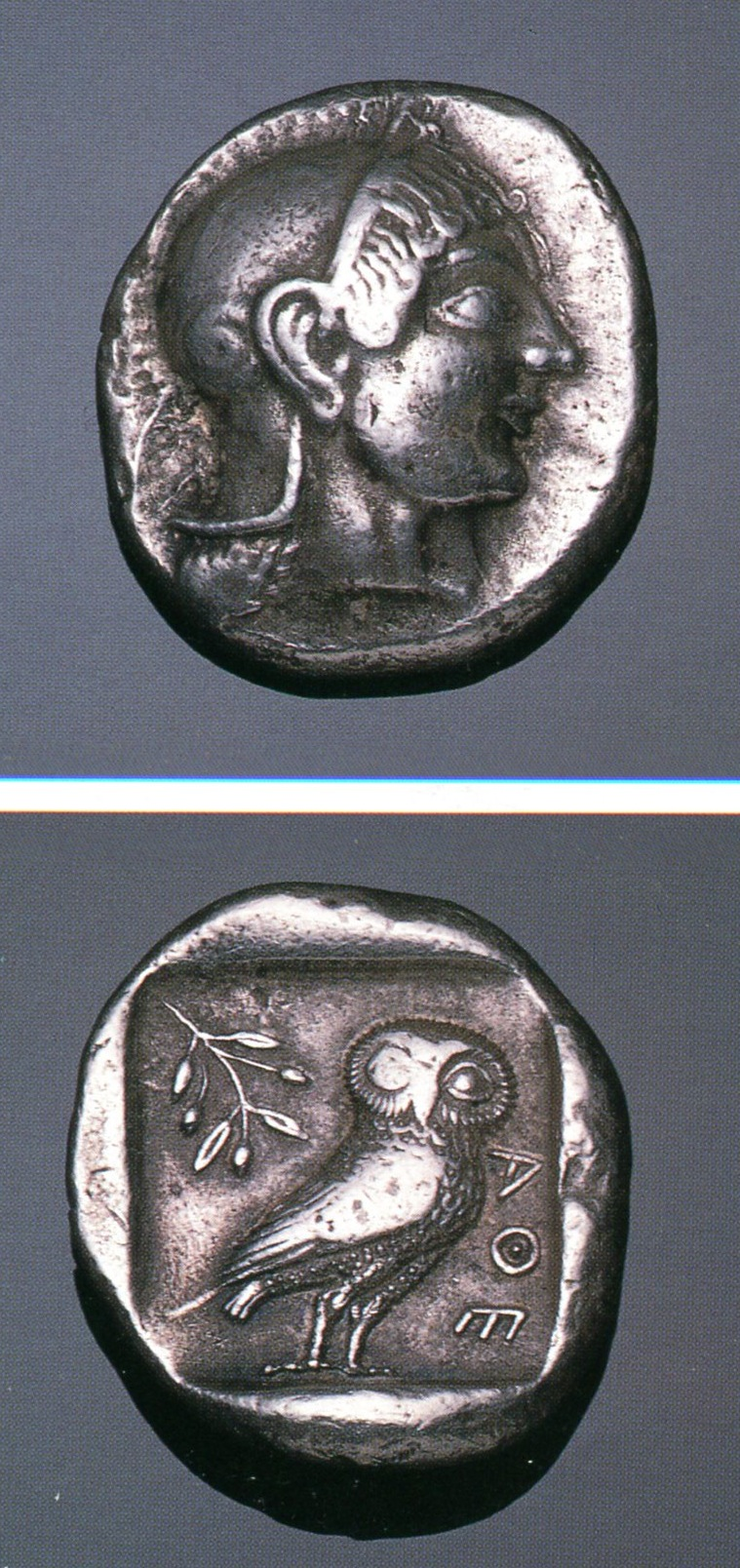
Tétradrachme d’Athènes (Wappenmünzen),, musée de l'Agora antique d'Athènes. Ces monnaies d’argent (Wappenmünzen), à usage uniquement local, se développent sous la tyrannie de Pisistrate. Corinthe frappera des monnaies peu de temps après.

- 546-527 av. J.-C. : tyrannie de Pisistrate à Athènes[9] (ou 545/544-538/537 et 533/532-528  av. J.-C.[10], la chronologie n’est pas assurée[11]). Pisistrate, soutenu par Thèbes et Argos, reprend définitivement le pouvoir à Athènes sur le parti aristocratique et impose une tyrannie modérée, respectant, et même imposant face à l'oligarchie, les lois de Solon et laissant subsister les magistratures, mais veille dans un premier temps à ce que les plus importantes soient aux mains de ses partisans ou des membres de sa famille[12]. Pisistrate et ses successeurs travaillent à l’unification de l’Attique. Pisistrate dispose de l’argent des mines du Strymon, en Thrace et d’une taxe de 5 % sur les revenus, ce qui lui permet de lancer les premiers grands travaux sur l’Acropole et des travaux d’adduction d’eau avec la fontaine Ennéacrounos sur l’Agora[13]. Il protège les arts et orne Athènes de nombreux édifices (l’Olympiéion et l’hécatompédon, sur l’Acropole). Il fonde la première bibliothèque publique et organise des concours de tragédies. Il ne procédè pas à une redistribution des terres, mais prête de d’argent aux paysans pour leurs travaux. Les agriculteurs de l’Attique se spécialisent dans l’arboriculture, ce qui nécessite d’orienter la politique athénienne vers la mer pour l’importation de céréales. Pisistrate étend ainsi l’influence d’Athènes en contrôlant Sigée, qui commande l’entrée de l’Hellespont (Dardanelles), il encourage la colonisation  de la Chersonèse de Thrace menée par Miltiade, comme la tyrannie de Lygdamis à Naxos[14],[15].

- 546 av. J.-C. : en Chine, un accord de paix conclu à l’initiative de l’État de Song sanctionne la suprématie de Chu et Jin. Les États de la Grande plaine, Song, Lu, Zheng, Wei, Cao, Xu, Chen, Cai acceptent de verser un tribut à Chu et à Jin tandis que Qi et Qin leur font allégeance[16].

- 546-540 av. J.-C. : conquête du royaume de Lydie par les Perses (l’Anatolie, à l’ouest de l’Halys et du Taurus). Après la prise de Sardes Cyrus le Grand confie la garnison au Perse Tabalos et charge un Lydien, Pactyès, de lever les impôts[17] ; Pactyès se révolte avec les Lydiens, lève des troupes et assiège Tabalos dans la citadelle de Sardes. Cyrus dépêche aussitôt le Mède Mazarès ; Pactyès se réfugie à Kymé, en Éolide, mais Mazarès meurt de maladie après avoir maté la rébellion. le Mède Harpage lui succède et entreprend la soumission villes de la côte : Phocée, Téos, puis toute l’Ionie, la Carie, Caunos et la Lycie. Dès la fin de la soumission de l’Asie mineure par Harpage (v. 545 av. J.-C.), Oroitès est nommé « gouverneur de Sardes » par Cyrus (fin en 520 av. J.-C.)[8]. Les poèmes de Théognis mentionnent la destruction de Magnésie, Colophon et Smyrne. Les Phocéens, dont la cité est détruite, doivent se réfugier dans leurs colonies de Méditerranée occidentale (Alalia). Seule, Milet bénéficie du statut privilégié d’alliée[9]. Le philosophe Xénophane de Colophon se réfugie à Élée en Italie où il fonde l’école philosophique éléate[18].
- Entre 546 et 540 av. J.-C., selon l’hypothèse la plus couramment avancée[19], Cyrus II se tourne vers l’Iran oriental, conquiert la Parthie, l’Arie, la Sogdiane, la Bactriane et la haute vallée de l’Indus[5]. Il met à la raison les populations nomades ou sédentaires, assure la sécurité de ses approvisionnements, impose des tributs qui lui donnent des moyens humains et financiers de poursuivre sa politique de conquête.
- 545 av. J.-C. : 
  - refondation d’Abdère par des colons de Téos qui cherchent à échapper à l'emprise perse[20].
  - victoire de Sparte sur Argos à la « bataille des Champions », où, selon la tradition, deux corps de 300 hoplites se seraient affrontés. Le Spartiate Othryadès aurait donné la victoire à son camp en restant à son poste. Argos perd le contrôle de la Thyréatide, plaine côtière au sud de la plaine d’Argos[21]. Sparte devient la première puissance de Grèce. Elle s’allie avec Épidaure et Trézène, et établit des contacts avec Crésus en Lydie, Amasis en Égypte et avec la Scythie.
- Vers 545 av. J.-C. : Lygdamis, appuyé par Pisistrate contre le parti aristocratique, impose sa tyrannie à Naxos (fin en 525/524 ou 517/514 av. J.-C.).

- Vers 545-535 av. J.-C. : le général Carthaginois Malco tente de débarquer en Sardaigne, mais se fait repousser[22].
- 544-520 av. J.-C. : règne de Zhou Jingwang, douzième roi des Zhou Orientaux en Chine[23].
- 543 av. J.-C. : première purification de Délos ordonnée par Pisistrate[24].
- 543−493[25] ou 525-500 av. J.-C.[26] : dates supposées du règne de Bimbisâra, roi de Magadha au sud du Bihâr en Inde, contemporain du Bouddha. Fils de Mahapadma (dynastie Shaishunâga selon la tradition tibétaine), Bimbisâra, grâce à sa politique matrimoniale et à ses conquêtes, constitue un état puissant à l’Est (prise du royaume d’Anga, sur la côte orientale). Il se dote d’une administration efficace et d’une armée puissante. Il bâtit sa capitale à Râjargrha (Râjgir). Il s’attache au développement de l’agriculture et encourage le défrichement et la mise en culture de nombreuses terres. Il n’y a pas de propriétaires terriens, l’État a la mainmise sur l’agriculture. Bimbisâra, pour alimenter les caisses publiques, met en place un système de collecte d’impôts efficace, employant des fonctionnaires opérant jusque dans les villages. Il favorise le bouddhisme et le jaïnisme, ce qui lui permet de se libérer de l’influence du clergé hindou et d’avoir une politique indépendante en gardant la réputation d’être un homme pieux pour avoir l’appui du peuple.
- 543 av. J.-C. :
  - arrivée légendaire du prince Vijaya au Sri Lanka, après avoir été exilé avec 700 de ses partisans du royaume de son père au nord de l’Inde (le Kalinga, selon le Mahavamsa) pour avoir troublé l’ordre public. Après avoir soumis divers clans du Sri Lanka, il se proclame roi de Tambapanni et règne jusqu’en 505 av. J.-C.. Il établit la première dynastie cingalaise, la dynastie Vijaya, qui règne sur Ceylan jusqu’en 66[27]. C’est ainsi que la colonisation de Ceylan par des tribus indo-européennes (Cingalais) venues des vallées du Gange et de l’Indus aurait eu lieu.
  - Zichan (en) devient premier ministre à Zheng, au Henan (Chine) ; il lance un programme de réformes fiscale et agraire[28] (543-538 av. J.-C.).
- 542 av. J.-C. : le roi de Babylonie Nabonide quitte Taima, en Arabie, après un long exil pour inaugurer le grand temple de Sîn à Harran, puis retourne à Babylone à la veille de l’action de Cyrus contre la capitale[29].
- Vers 540 av. J.-C. : 
  - le second Isaïe, exilé à Babylone, prophétise la destruction de Babylone par la Perse et le retour à Sion[30].
  - prise de Sidon par les Perses, qui détruisent de nouveau la ville (incendie)[31].